# Złotówki II Rzeczypospolitej
Złotówki II Rzeczypospolitej – obiegowe, bite w srebrze i niklu, oraz próbne monety o nominale jeden złoty bite w latach 1924–1939.
11 stycznia 1924 r. sejm uchwalił ustawę o naprawie skarbu i reformie walutowej, w wyniku której wprowadzony zostały złoty o parytecie równy frankowi szwajcarskiemu. 14 kwietnia 1924 r. otwarto w Warszawie Mennicę Państwową, a 28 kwietnia 1924 r. rozpoczął swoją działalność Bank Polski. Okazało się jednak, że nowo zorganizowana mennica nie mogła w krótkim czasie wybić odpowiednich ilości monet potrzebnych w obiegu. Nad Wisłą wykonano więc projekty i modele, a bicie pierwszych monet zlecono za granicę.
Zadanie zaprojektowania pierwszej, srebrnej monety jednozłotowej powierzono Tadeuszowi Breyerowi, późniejszemu profesorowi warszawskiej Akademii Sztuk Pięknych. Wg przygotowanego przez artystę projektu rewers przedstawiał popiersie dziewczyny z warkoczem na tle kłosów, na awersie zaś umieszczono godło państwa – orła w koronie, o rysunku zgodnym z obowiązującym wówczas wzorem. Pierwsze próbne odbitki wykonano w 1924 r. w Birmingham w liczbie 8 sztuk oraz w Paryżu – 15 sztuk. W Paryżu wybito też pierwsze obiegowe złotówki z datą 1924 w nakładzie 16 073 339 szt., co stanowiło zaledwie 40% niezbędnego nakładu. Z powodu dużych trudności z realizacją w 1924 r. polskiego zamówienia przez prywatną mennicę w Birmingham, produkcję pozostałej części, tj. 24 000 000 szt., przeniesiono w następnym roku do mennicy Royal Mint w Londynie – na tych złotówkach umieszczono datę 1925. 

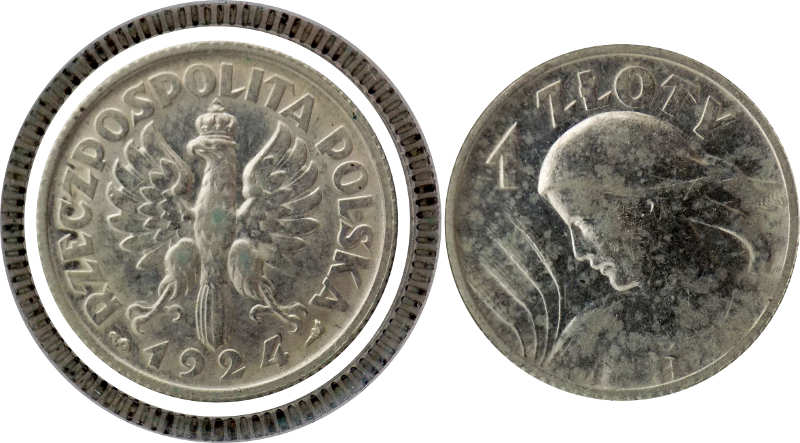
1924
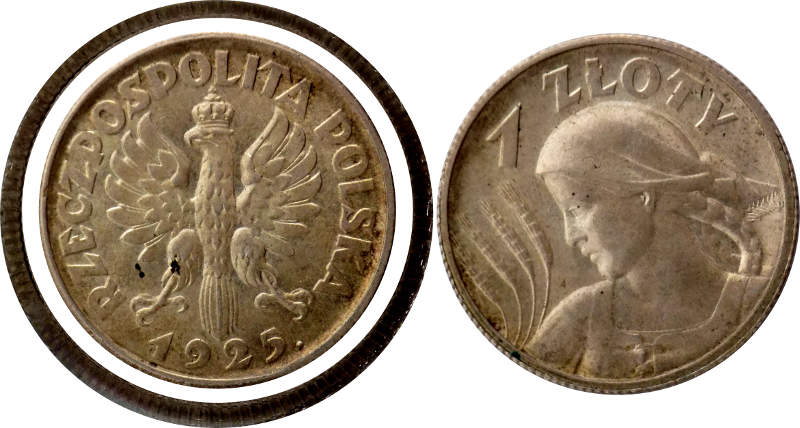
1925

Pierwsze monety jednozłotowe pojawiły się w kasach bankowych dopiero 19 stycznia 1925 r. Monety te z datami 1924 i 1925 nie były jednak długo w użyciu. W 1927 r. obniżono parytet złotego, co wiązało się z obniżeniem zawartości czystego srebra w monetach obiegowych. W związku z tym emisje złotówek z lat 1924 i 1925 systematycznie wycofywano – ostatecznie stało się to 31 grudnia 1932 r.
Zgodnie z Rozporządzeniem Prezydenta RP z 1927 r. w sprawie zmiany ustroju pieniężnego w miejsce pełnowartościowych srebrnych monet jednozłotowych w obiegu miała pojawić się złotówka bita w niklu o masie 7 gramów i średnicy 25 mm. Przygotowując się do wprowadzenia nowej jednozłotówki Mennica Państwowa wybiła w 1928 r. serię czterech próbnych monet w małych nakładach w niklu (od 15 do 35 szt.) i w brązie (od 32 do 125 szt.). Ich projekty wykonał prowadzący dział medalierski Józef Aumiller, od 1925 r. kierownik artystyczny mennicy. Monety te miały tradycyjną kompozycję, a wieńce przedstawione na rewersach symbolizowały siłę i witalność (liście dębu) albo rolniczy charakter gospodarki państwa (kłos zboża, kwiaty). Jedną z tych monet bito również datą 1929. Żaden z czterech przygotowanych przez Józefa Aumillera projektów, jakkolwiek poprawnych plastycznie, nie znalazł uznania i nie został wybrany do wprowadzenia do obiegu.

Projekty niklowej złotówki Józefa Aumillera
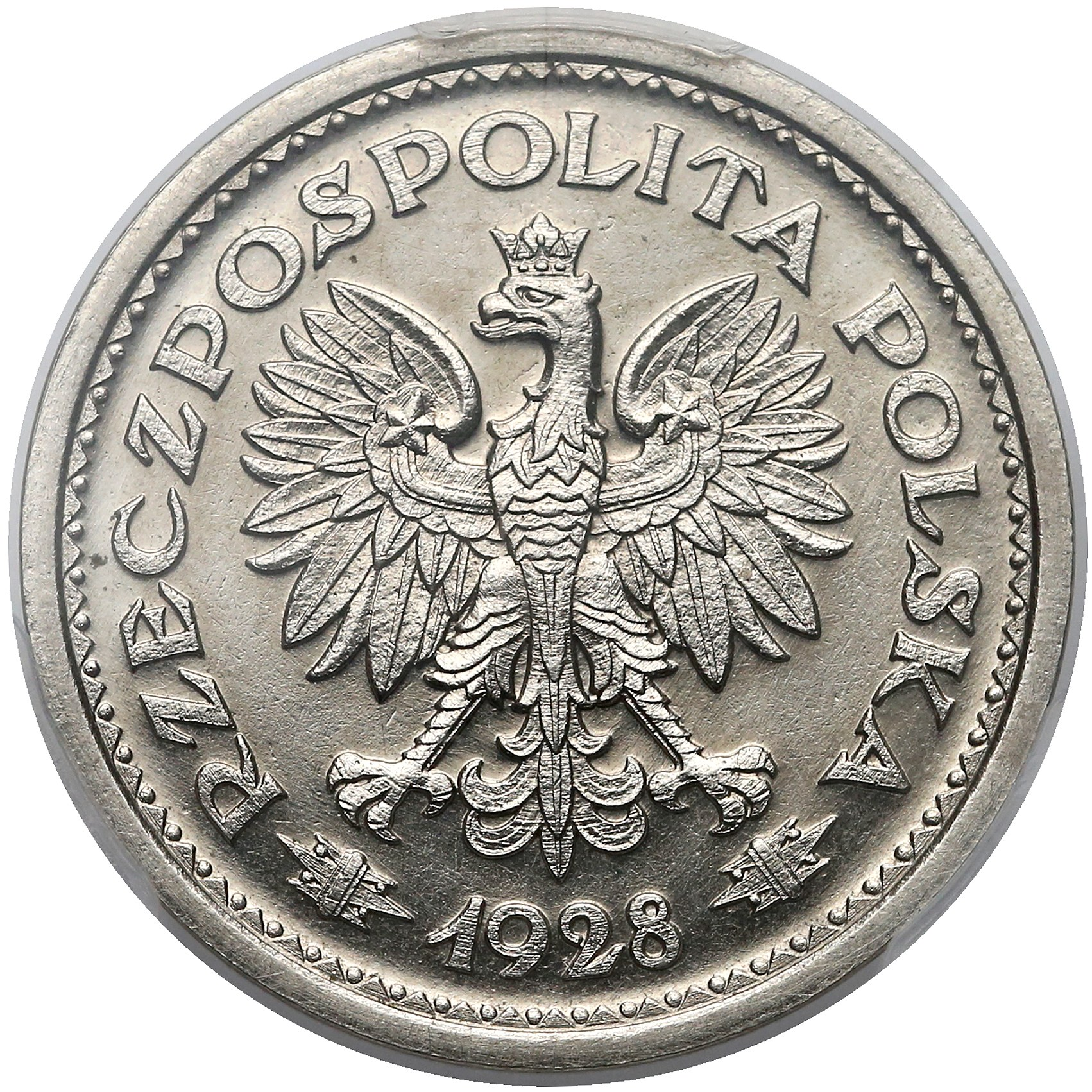
Wieniec dębowy awers
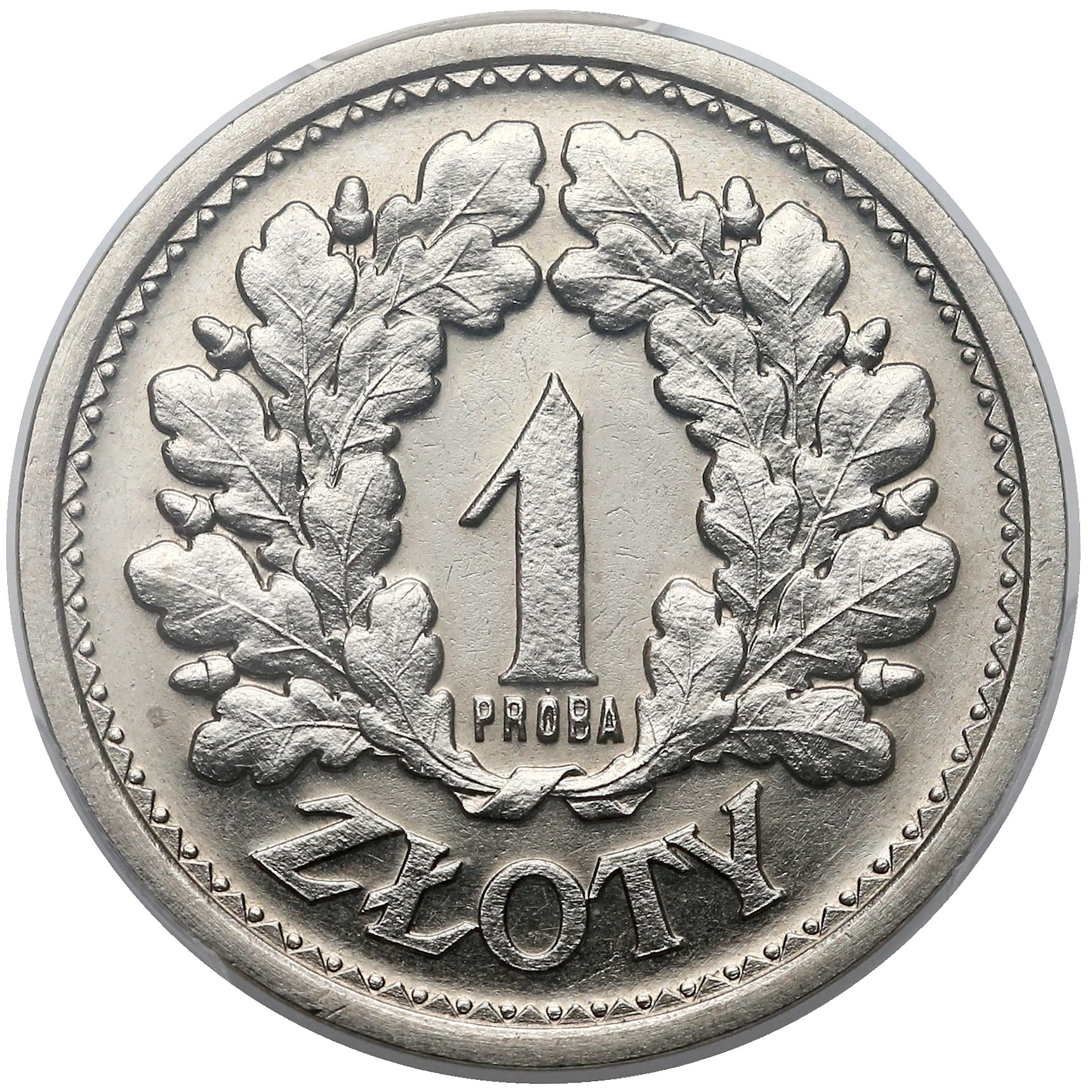
Wieniec dębowy rewers
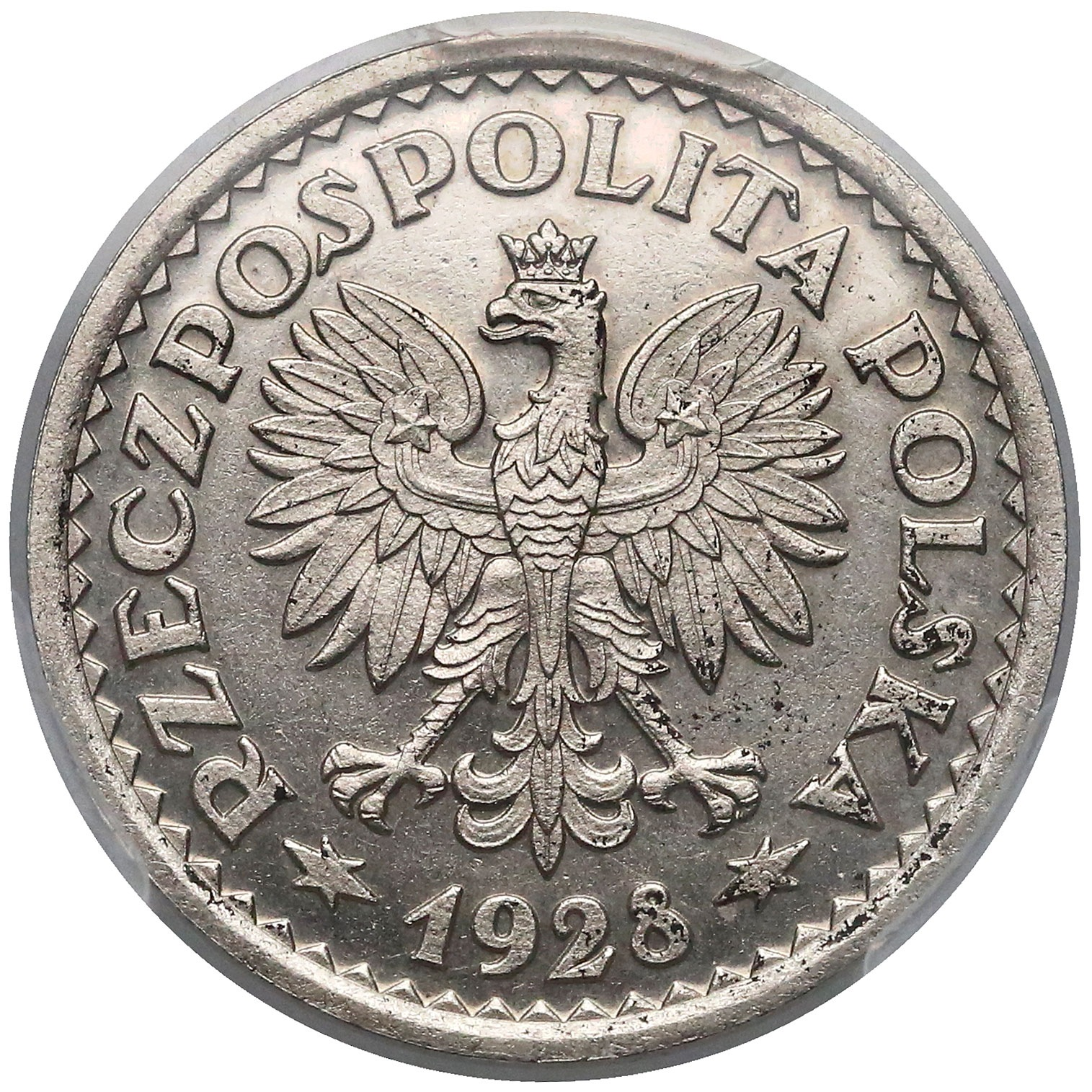
Wieniec ze zboża awers
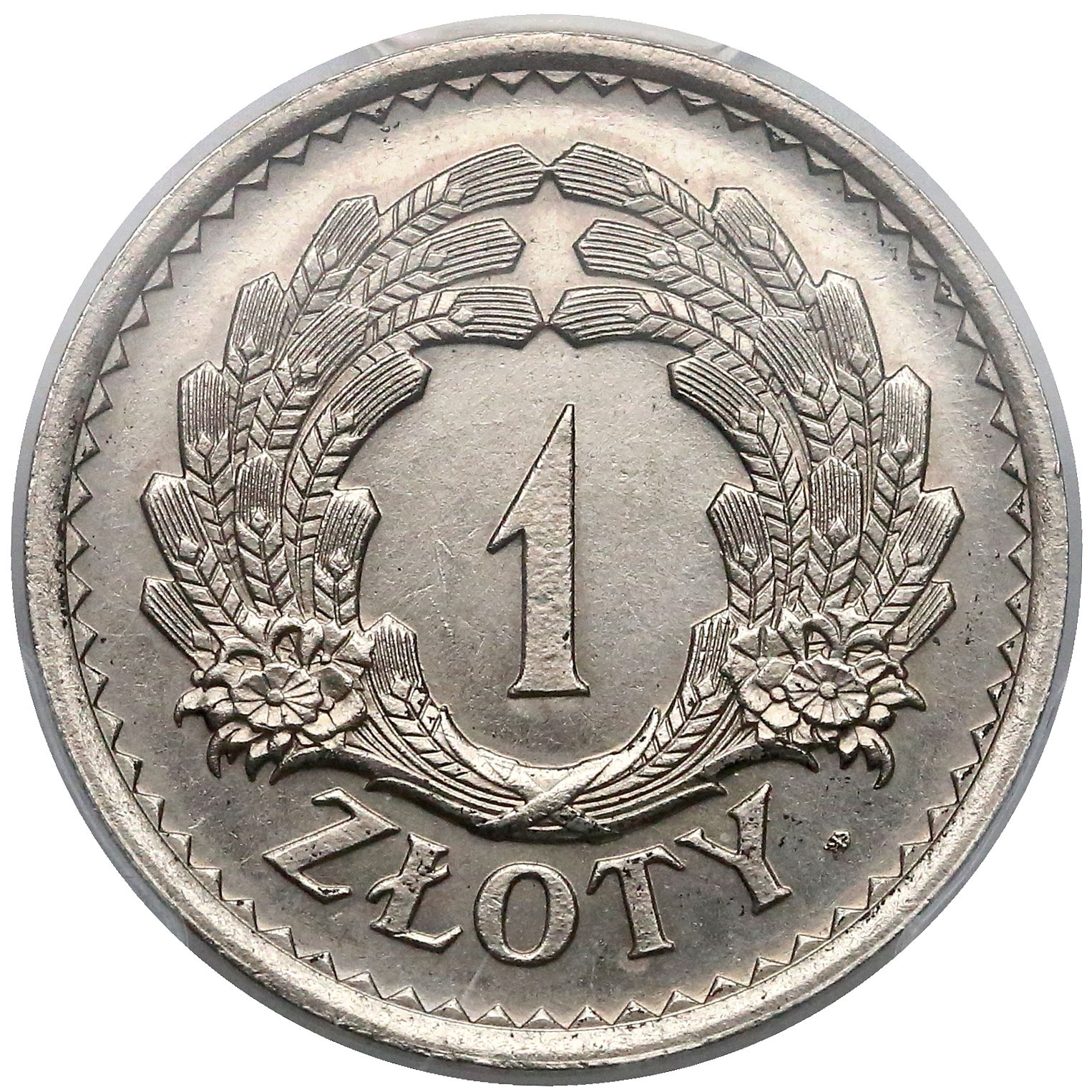
Wieniec ze zboża rewers
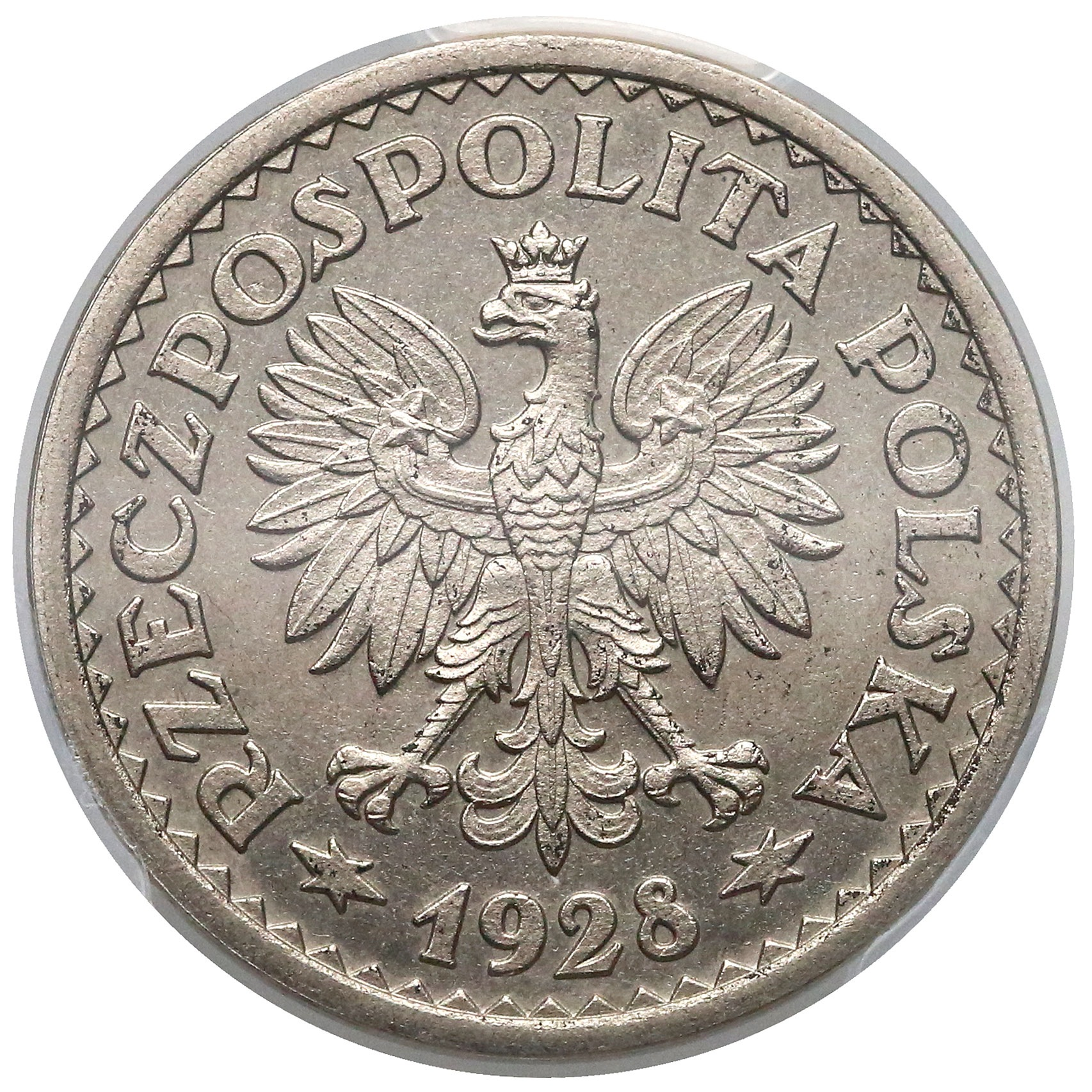
Przewiązany wieniec z kwiatów awers
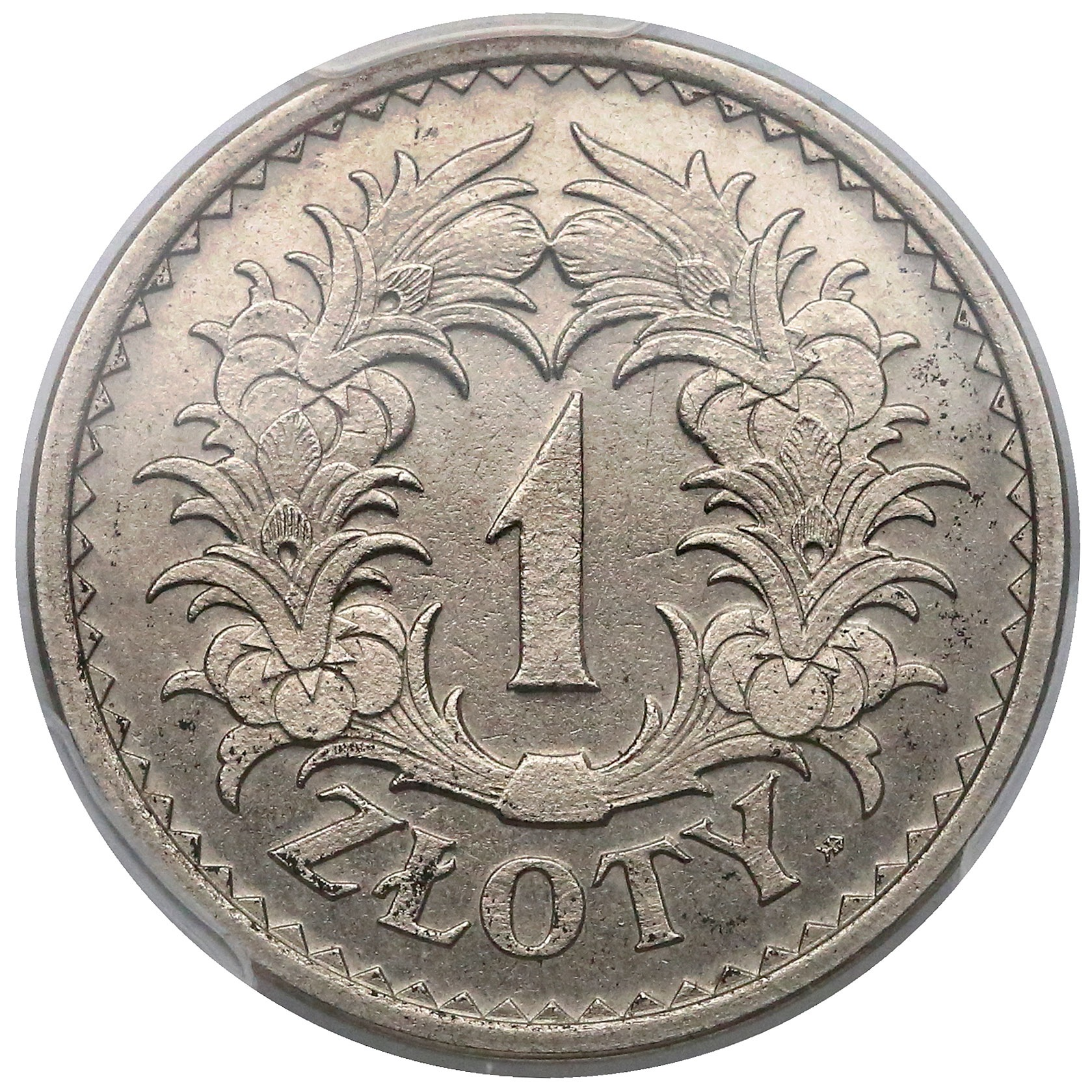
Przewiązany wieniec z kwiatów rewers
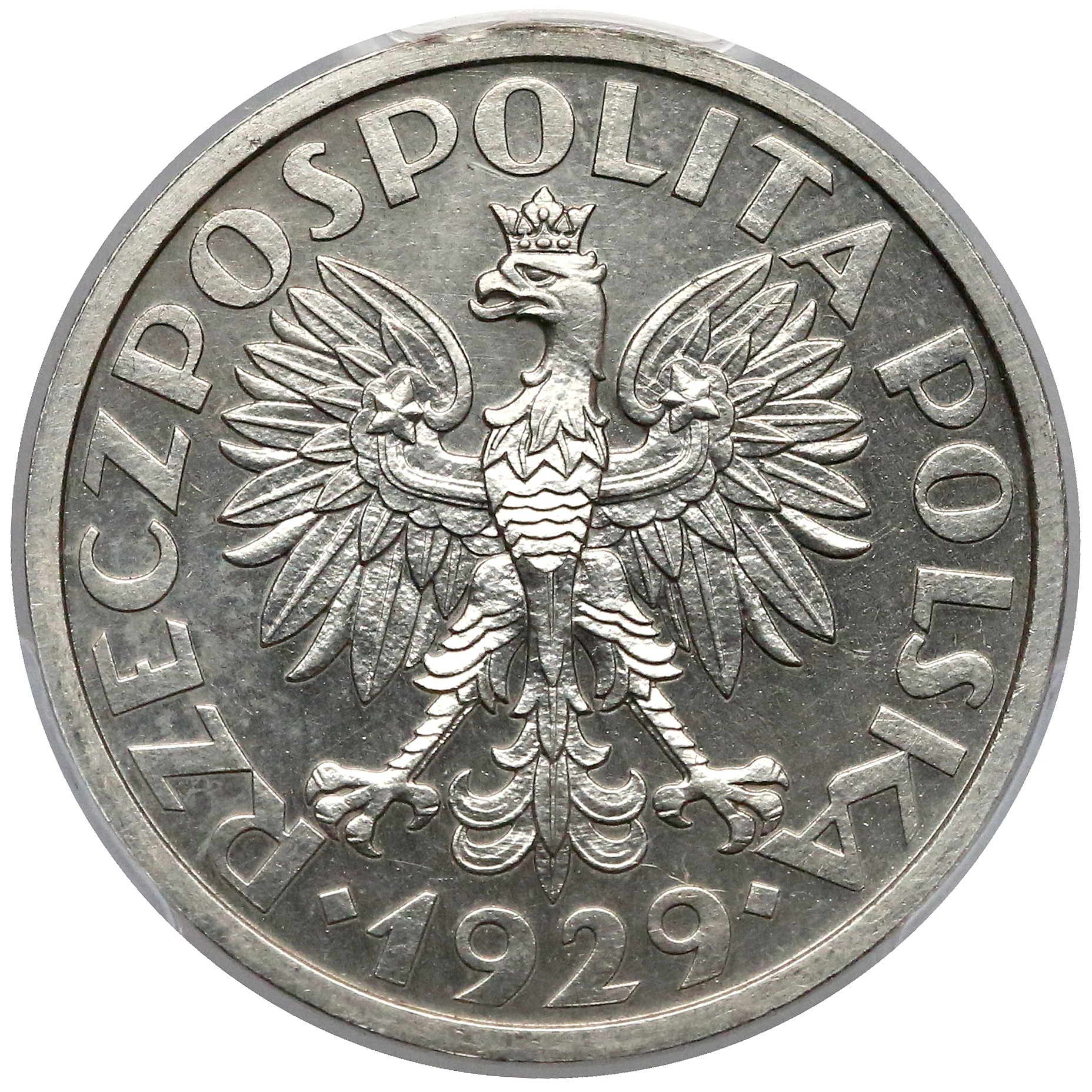
Nieprzewiązany wieniec z kwiatów (1929) awers
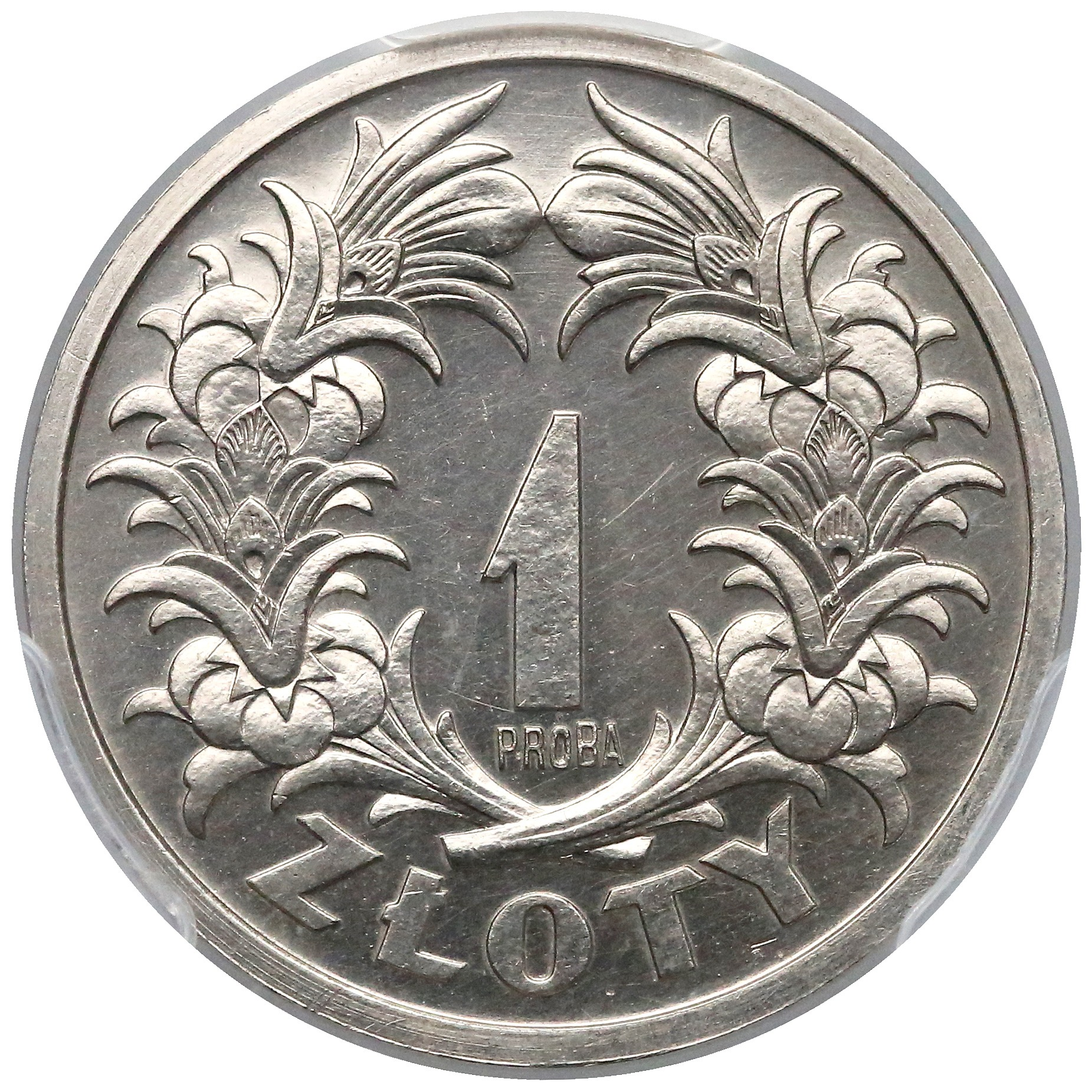
Nieprzewiązany wieniec z kwiatów (1929) rewers

W rozpisanym konkursie wybrano do realizacji projekt Mieczysława Kotarbińskiego, malarza, grafika, projektanta wnętrz i przedmiotów rzemiosła artystycznego. W niektórych źródłach zamieszczono informację, że projektantem obiegowej złotówki niklowej II Rzeczypospolitej był jednak ojciec artysty – Miłosz Kotarbiński. Na awersie monety umieszczono godło – orła w koronie wg wzoru obowiązującego od 1927 r., na rewersie zaś – nominał otoczony stylizowanym ornamentem geometrycznym w popularnym wówczas stylu art deco. Emisję obiegową monety poprzedzono wybiciem niewielkiej liczby próbnych egzemplarzy w niklu o zmniejszonej do 20 mm średnicy oraz pełnowymiarowych (25 mm) w brązie i niklu (12 szt.). W drugiej dekadzie XXI w. próbna złotówka projektu Kotarbińskiego o średnicy 20 mm znana jest tylko z 1 egzemplarza. Ze względu na braki czystego niklu w Polsce, krążki do nowej monety zamówiono w Szwajcarii w firmie Selwe et Co. w Thun.

Obiegowa złotówka z 1929 r. wraz z wersją próbną w miedzi
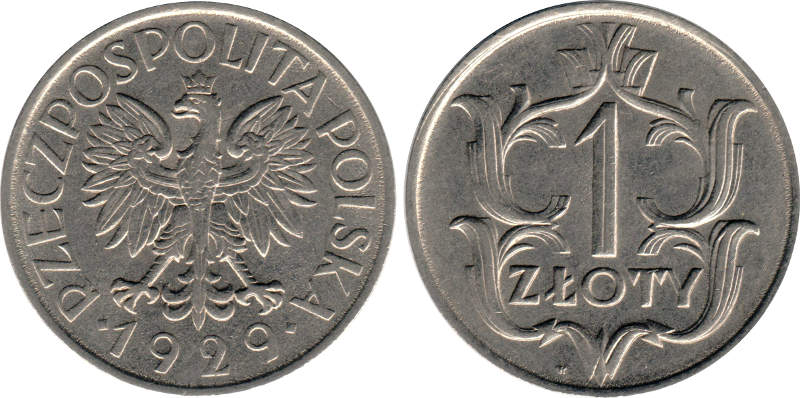
Wersja obiegowa w niklu
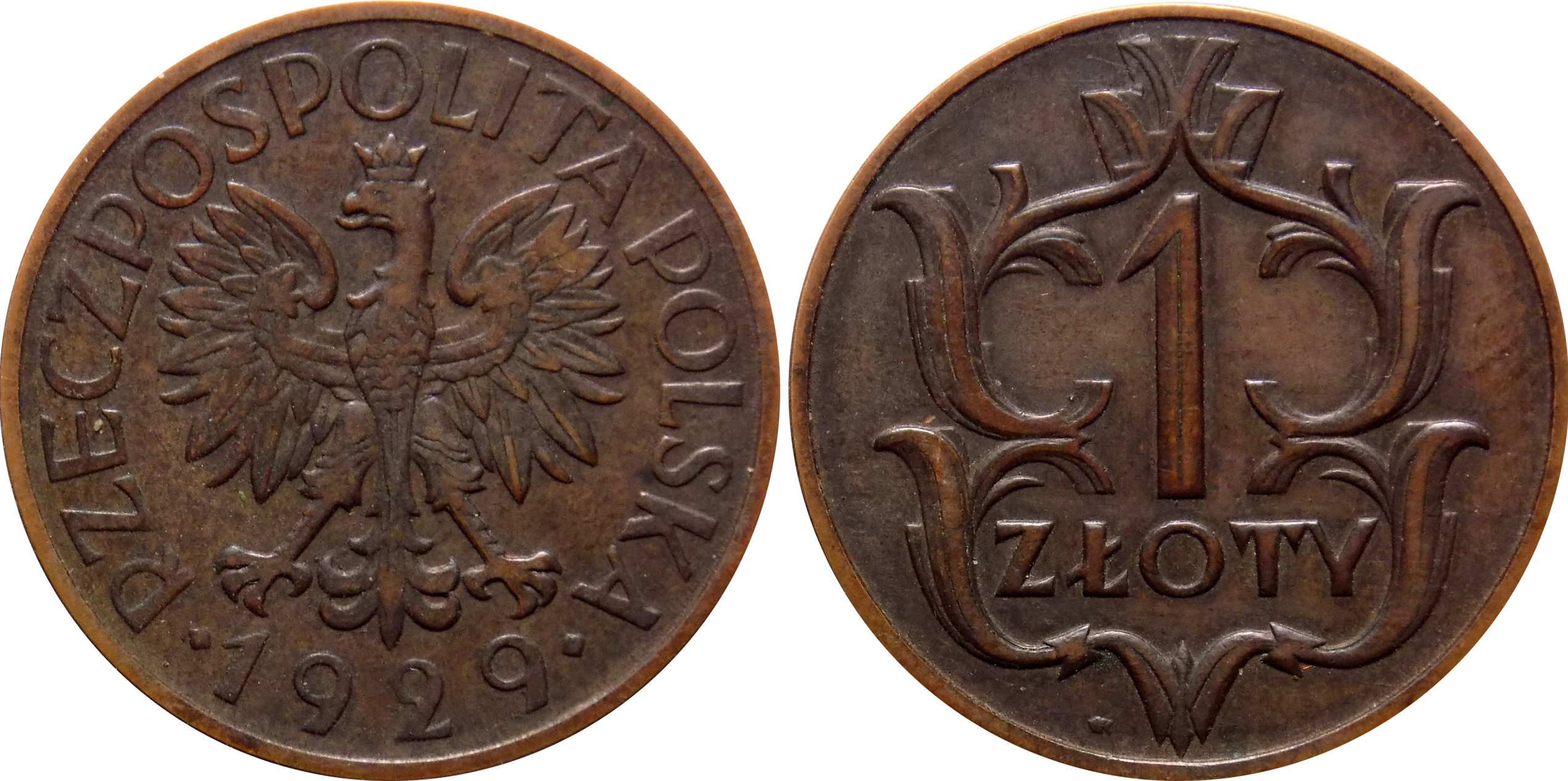
Próbna odbitka w brązie

Złotówka pojawiła się w kasach bankowych 29 lipca 1929 r., w obiegu była do września 1939 r., jak również w Generalnym Gubernatorstwie. Monetę z niezmienioną datą bito w latach 1928–1938. Na przestrzeni 11 lat całkowita liczba wyprodukowanych złotówek niklowych tego wzoru to 32 110 017 szt. Ze względu na rodzaj materiału (strategiczny nikiel), a także jego wartość, wymieniana była jeszcze po II wojnie światowej przez Narodowy Bank Polski w stosunku 1:1.
Ostatnią jednozłotową monetą okresu międzywojennego była próbna złotówka z 1932 r., zrealizowana w ramach całej serii monet srebrnych (2, 5, 10 złotych) przy kolejnym obniżeniu ilości srebra w monetach. Inaczej niż poprzednio, nie ogłoszono konkursu na nowy projekt, a zaadaptowano wzór z 1925 r., który otrzymał wówczas II nagrodę w konkursie na polską monetę złotą. Jego autorem był Antoni Madeyski, polski rzeźbiarz, osiadły w końcu XIX w. w Rzymie. Rewers monety przedstawiał profil głowy kobiety w chuście i w wieńcu z koniczyny na tle kłosów pszenicy – w zamyśle artysty była to zapewne Polonia – personifikacja Polski. W okresie międzywojennym utrwaliła się w części społeczeństwa potoczna opinia, iż była to głowa królowej Jadwigi, gdyż Madeyski wykonał również sarkofag tej królowej dla katedry wawelskiej. Wg tradycji obowiązującej w rodzinie artysty utrwalił on w tym wizerunku idealizowany portret swej siostrzenicy – Wandy Syrokomskiej-Petraźyckiej. Wg innych relacji modelką była Janina Żółtowska (która przed I wojną światową odwiedziła Madeyskiego w rzymskiej pracowni), późniejsza żona Ludwika Hieronima Morstina, w 1923 r. polskiego attaché wojskowego w Rzymie, przyjaciela Madeyskiego. Podobno rezultatem odnowionej po latach znajomości było między innymi to, że artysta w 1925 r. stanął do konkursu na projekt polskiej monety złotej, w którym utrwalił urodę modelki w profilu podobnym do profilu królowej Jadwigi z sarkofagu wawelskiego. Być może więc w potocznej opinii była i część prawdy, iż na monecie tej widniała głowa królowej Polski. 

Próbna srebrna złotówka z 1932 r.
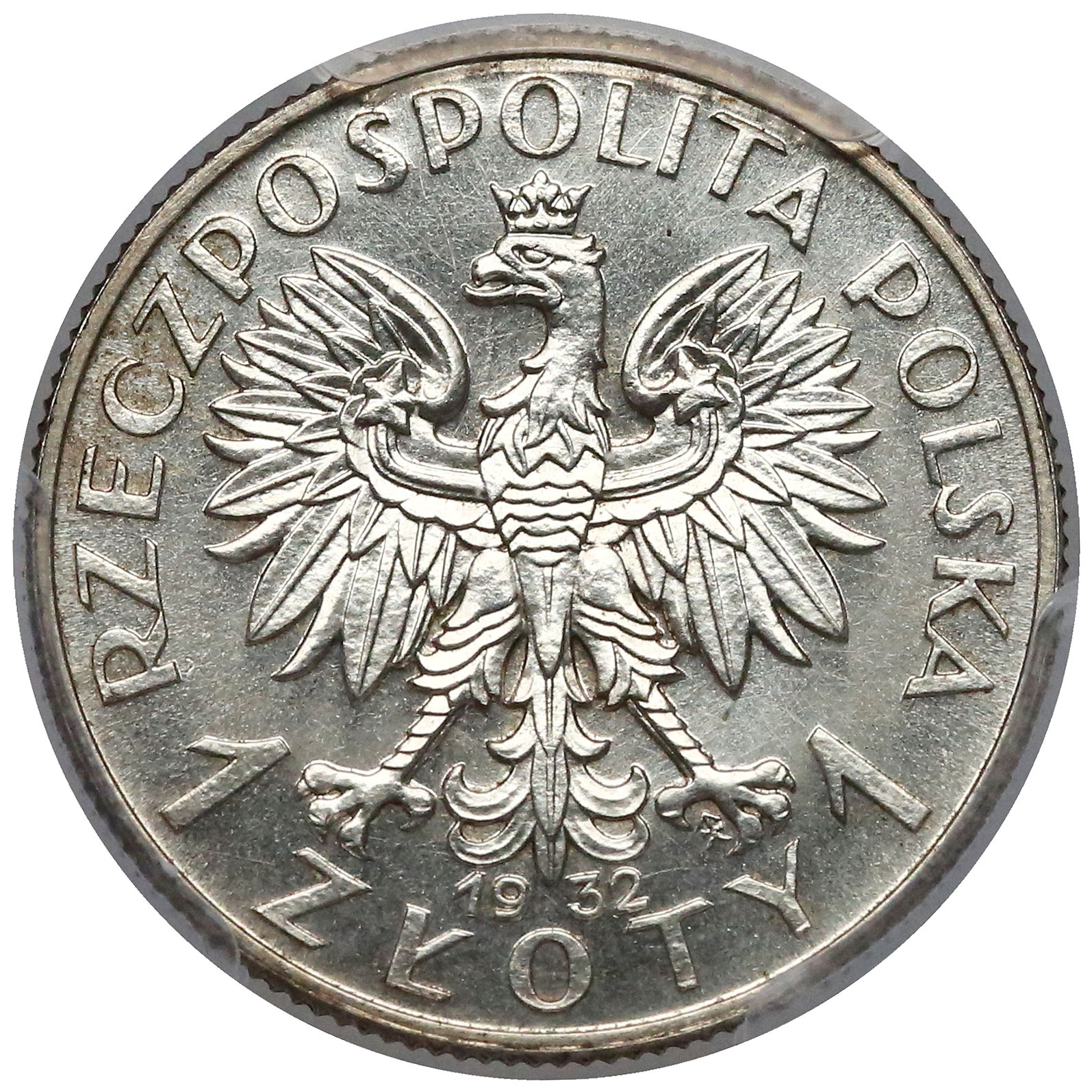
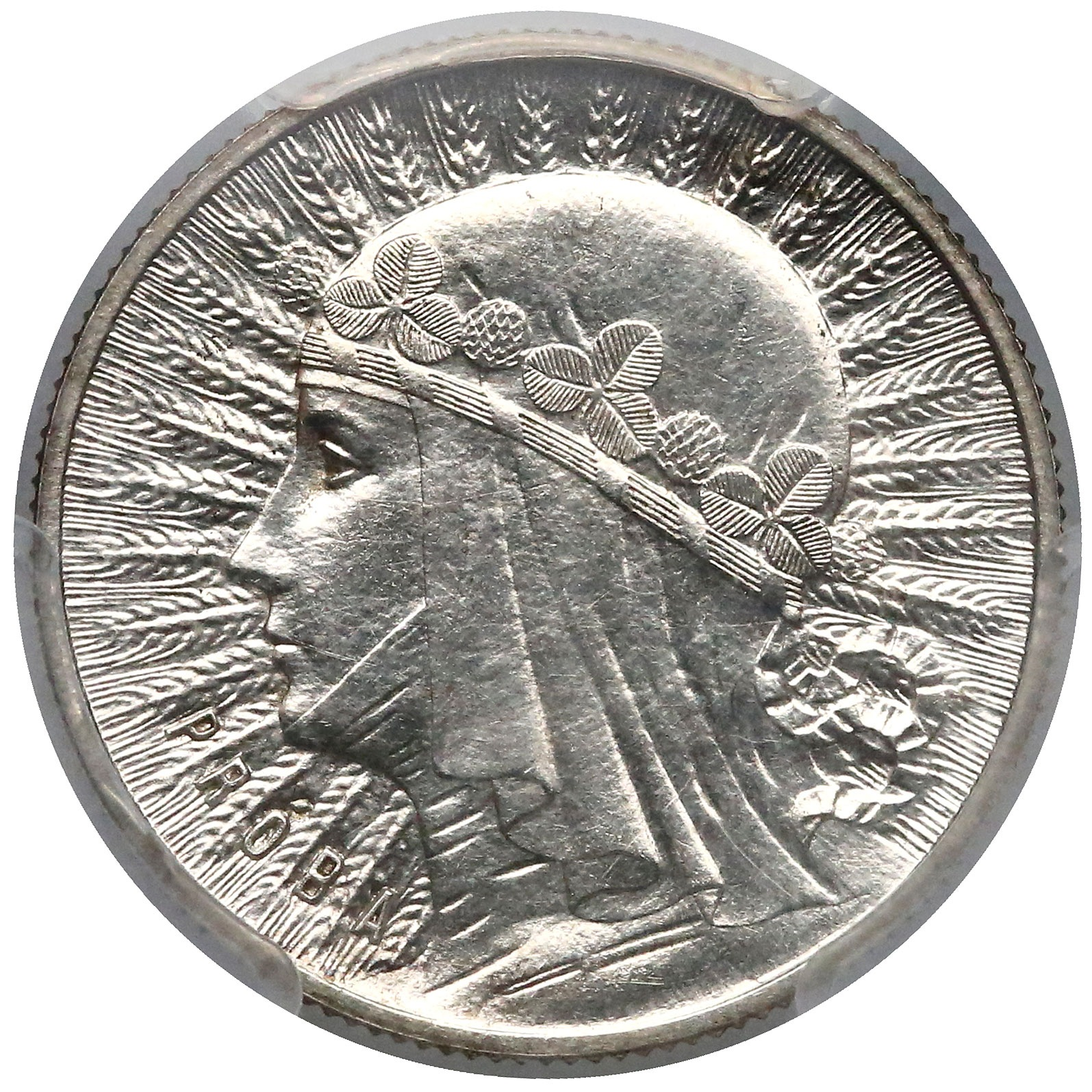

Na początku XXI w. Mennica Polska wydała blister: „240 lat Mennicy Polskiej – Złotówki okresu międzywojennego Oficjalne repliki mennicze” zawierający repliki wszystkich typów monet jednozłotowych II Rzeczypospolitej.